# Çiçeközü, Yenişehir
Çiçeközü là một xã thuộc huyện Yenişehir, tỉnh Bursa, Thổ Nhĩ Kỳ. Dân số thời điểm năm 2011 là 559 người.